# Smilax coriacea
Smilax coriacea är en enhjärtbladig växtart som beskrevs av Spreng.. Smilax coriacea ingår i släktet Smilax och familjen Smilacaceae. Inga underarter finns listade.